# A rezidencia
A rezidencia (eredeti cím: The Residence) 2025-ös amerikai vígjáték drámasorozat, amelyet Paul William Davies alkotott, Kate Andersen Brower A rezidencia – Magánélet a Fehér Házban című regénysorozata alapján. A főbb szerepekben Uzo Aduba, Giancarlo Esposito, Susan Kelechi Watson, Jason Lee, Ken Marino látható.
Az Amerikai Egyesült Államokban és Magyarországon 2025. március 20-án mutatta be a Netflix.

## Ismertető
A Fehér Házban Cordelia Cupp, az excentrikus nyomozó érkezik, hogy megoldjon egy állami vacsora során történt gyilkosságot. A nyomozás során a rezidencia 157 dolgozója közötti személyes konfliktusok is fokozatosan felszínre kerülnek.

## Szereplők

### Főszereplők
| Szereplők          | Színész              | Magyar hang       | Leírás                                             |
| ------------------ | -------------------- | ----------------- | -------------------------------------------------- |
| Cordelia Cupp      | Uzo Aduba            | Kocsis Mariann    | Tanácsadó a Metropolitan Rendőrkapitányságnál.     |
| A. B. Wynter       | Giancarlo Esposito   | Epres Attila      | A Fehér Ház főkomornyikja.                         |
| Lilly Schumacher   | Molly Griggs         | Solecki Janka     | Az elnök protokollfőnöke.                          |
| Harry Hollinger    | Ken Marino           | Varga Gábor       | Az elnök főtanácsadója.                            |
| Edwin Park         | Randall Park         | Rajkai Zoltán     | Az FBI különleges ügynöke.                         |
| Jasmine Haney      | Susan Kelechi Watson | Mikecz Estilla    | A Fehér Ház segédkomornyikja                       |
| Larry Dokes        | Isiah Whitlock Jr.   | Faragó András     | A Metropolitan Rendőrkapitányság rendőrfőnöke.     |
| Sheila Cannon      | Edwina Findley       | Nádasi Veronika   | A Fehér Ház inasa.                                 |
| Tripp Morgan       | Jason Lee            | Karácsonyi Zoltán | Az elnök testvére.                                 |
| Rollie Bridgewater | Al Mitchell          | Hirtling István   | A Fehér Ház főinasa.                               |
| Colin Trask        | Dan Perrault         | Moser Károly      | Az elnöki testőrség vezetője a Titkosszolgálatnál. |
| Didier Gotthard    | Bronson Pinchot      | Schnell Ádám      | A Fehér Ház vezető cukrásza.                       |
| Elsyie Chayle      | Julieth Restrepo     | Dobó Enikő        | Háztartási alkalmazott.                            |
| Bruce Geller       | Mel Rodriguez        | Kerekes József    | Mérnök                                             |
| Marvella           | Mary Wiseman         | Zakariás Éva      | A Fehér Ház vezető séfje.                          |

### Mellékszereplők
| Szereplők          | Színész          | Magyar hang         | Leírás                                              |
| ------------------ | ---------------- | ------------------- | --------------------------------------------------- |
| Nan Cox            | Jane Curtin      | Vándor Éva          | Az Egyesült Államok elnökének anyósa.               |
| Margery Bay Bix    | Eliza Coupe      | Ligeti Kovács Judit | Coloradoi szenátor                                  |
| Eddie Gomez        | Izzy Diaz        | Vida Péter          | Asztalos.                                           |
| Perry Morgan       | Paul Fitzgerald  | Czvetkó Sándor      | Az Amerikai Egyesült Államok elnöke                 |
| Elliot Morgan      | Barrett Foa      | Markovics Tamás     | First Gentleman.                                    |
| Aaron Filkins      | Al Franken       | Harsányi Gábor      | Washingtoni szenátor                                |
| Irv Samuelson      | Andrew Friedman  | Szokol Péter        | A Nemzeti Parkok Rendőrségének igazgatója.          |
| Wally Glick        | Spencer Garrett  | Pusztaszeri Kornél  | A Szövetségi Nyomozóiroda igazgatója                |
| Patrick Doumbe     | Timothy Hornor   | Fekete Zoltán       | Orvostechnikai eszközök értékesítési vezetője       |
| Angie Huggins      | Juliette Jeffers | Ősi Ildikó          | Festő.                                              |
| Stephen Roos       | Julian McMahon   | Dolmány Attila      | Ausztrália miniszterelnöke.                         |
| Kylie Minogue      | Kylie Minogue    | Kovács Nóra         | Grammy-díjas ausztrál énekesnő                      |
| Dana Hammond       | Sumalee Montano  | Kiss Erika          | A Fehér Ház kabinetfőnöke.                          |
| David Rylance      | Brett Tucker     | Kautzky Armand      | Ausztrália külügyminisztere.                        |
| St. Pierre         | Taran Killam     | Szántó Balázs       | Energiaközvetítő.                                   |
| Valentina Motta    | Alexandra Siegel | Kisfalvi Krisztina  | Washingtoni társasági személyek. Parti betolakodók. |
| Lorenzo Motta      | Ryan Farrell     | Ágoston Péter       | Washingtoni társasági személyek. Parti betolakodók. |
| Daryl Armogeda     | James Babson     | Holl Nándor         | Műveleti felügyelő.                                 |
| Jeffrey Hewes      | Paul Witten      | Láng Balázs         | Virágkötő.                                          |
| Rachel Middlekauff | Roslyn Gentle    | Bertalan Ágnes      | Médiamágnás.                                        |
| Duane Ladage       | Chris Grace      | Rada Bálint         | Villanyszerelő.                                     |
| Emily Mackil       | Rebecca Field    | Kokas Piroska       | A Fehér Ház kertésze.                               |
| Christy Vail       | Sonya Leslie     | Bittner Anett       | A takarító személyzet vezetője.                     |
| Walpole Bing       | Aubrey Wakeling  | Gardi Tamás         | Ausztrál iparmágnás.                                |
| Chuy Ornelas       | J. R. Yenque     | Galbenisz Tomasz    | Komornyik.                                          |
| Rosalind Chace     | Devika Parikh    | Böhm Anita          | A Fehér Ház kurátora.                               |
| Kim Abkin          | Catherine Carlen | Menszátor Magdolna  | Volt First Lady.                                    |
| Liz Hollenbeck     | Keiko Agena      | F. Nagy Eszter      | A The Washington Post újságírója.                   |
| Vusi Nhlapho       | Jeremiah Felder  | Plesznivy Álmos     | 12 éves korát meghazudtolóan érett diák.            |

### Magyar változat
- Magyar szöveg: Kis János
- Hangmérnök: Bederna László
- Vágó: Pilipár Éva
- Gyártásvezető: Vígvári Ágnes
- Szinkronrendező: Orosz Ildikó
- Produkciós vezető: Fekete Márk

A szinkront a Direct Dub Studios készítette.

## Epizódok
| Sor. | Év. | Cím                                                          | Rendező        | Író                 | Premier           |
| ---- | --- | ------------------------------------------------------------ | -------------- | ------------------- | ----------------- |
| 1.   | 1.  | Az Usher-ház vége (The Fall of the House of Usher)           | Liza Johnson   | Paul William Davies | 2025. március 20. |
| 2.   | 2.  | Gyilkosság telefonhívásra (Dial M for Murder)                | Liza Johnson   | Paul William Davies | 2025. március 20. |
| 3.   | 3.  | Tőrbe ejtve (Knives Out)                                     | Liza Johnson   | Paul William Davies | 2025. március 20. |
| 4.   | 4.  | Sheila meghalt és New Yorkban él (The Last of Sheila)        | Liza Johnson   | Paul William Davies | 2025. március 20. |
| 5.   | 5.  | Bajok Harryvel (The Trouble with Harry)                      | Jaffar Mahmood | Paul William Davies | 2025. március 20. |
| 6.   | 6.  | A harmadik ember (The Third Man)                             | Jaffar Mahmood | Paul William Davies | 2025. március 20. |
| 7.   | 7.  | A mérnök hüvelykujja (The Adventure of the Engineer's Thumb) | Jaffar Mahmood | Paul William Davies | 2025. március 20. |
| 8.   | 8.  | A sárga szoba titka (The Mystery of the Yellow Room)         | Jaffar Mahmood | Paul William Davies | 2025. március 20. |

## A sorozat készítése
2018. július 20-án a Netflix bejelentette, hogy A rezidencia című projekt a Netflix és a Shondaland közötti megállapodás részeként valósul meg, melynek keretében mindkét fél megszerezte Kate Andersen Brower A rezidencia – Magánélet a Fehér Házban című, nem fikciós könyvének adaptációs jogait. 2022. március 7-én nyilvánosságra hozták, hogy a sorozat nyolc, egyenként egyórás epizódból fog állni, a sorozat vezető írója és showrunnere pedig Paul William Davies lesz, a Netflixszel kötött átfogó szerződésének részeként. Shonda Rhimes és Betsy Beers szintén Davies mellett csatlakoznak vezető producerként.  
2023. február 27-én pedig bejelentették, hogy az első négy epizódot Liza Johnson fogja rendezni.

### Forgatás
2022. július 18-án bejelentették, hogy a sorozat 13,95 millió amerikai dollár összegű adókedvezményben részesült a Kaliforniai Filmhivatal jóvoltából. A forgatás 2023-ban, a hollywoodi sztrájkok következtében felfüggesztésre került, miután a tervezett nyolc epizódból négyet már leforgattak. A forgatás eredetileg 2024. január 2-án folytatódott volna. A sorozat egyik főszereplője, Andre Braugher 2023. december 11-én elhunyt.  
2024 februárjában hivatalosan megerősítették, hogy a munkálatok újraindultak, Braugher szerepét pedig Giancarlo Esposito vette át. A sorozat záróepizódja Andre Braugher emlékének tiszteleg.